# 21010 Kishon
21010 Kishon (1988 PL2) là một tiểu hành tinh vành đai chính được phát hiện ngày 13 tháng 8 năm 1988 bởi F. Borngen ở Tautenburg.